# Посольство України в Анголі
Посольство України в Анголі — дипломатична місія України в Анголі, знаходиться в місті Луанді.

## Завдання посольства
Основне завдання Посольства України в Луанді представляти інтереси України, сприяти розвиткові політичних, економічних, культурних, наукових та інших зв'язків, а також захищати права та інтереси громадян і юридичних осіб України, які перебувають на території Анголи та Мозамбіку.
Посольство сприяє розвиткові міждержавних відносин між Україною і Анголою на всіх рівнях, з метою забезпечення гармонійного розвитку взаємних відносин, а також співробітництва з питань, що становлять взаємний інтерес. Посольством України в Анголі тимчасово припинено виконання консульських функцій.
Консульське обслуговування здійснює Посольство України в Південно-Африканській Республіці.

## Історія дипломатичних відносин
Республіка Ангола визнала незалежність України 30 вересня 1994 року. Дипломатичні відносини між Україною і Анголою встановлені 30 вересня 1994 року..
У 2004 році розпочало діяльність Посольство України в Анголі.

## Керівники дипломатичної місії
1. Лакомов Володимир Іванович (2004[2]—2007[3]), посол
2. Кохно Володимир Миколайович (2007—2009) т.п.
3. Боголюбов Володимир Іванович (2009—2011) т.п.
4. Никоненко Олександр Миколайович (2013[4]—2014[5]), посол
5. Костецький Павло Васильович (2014—2016) т.п.
6. Роговець Геннадій Володимирович (2016—2020) т.п.
7. Чорнописький Андрій Петрович (2020—2025) т.п.
8. Касьянов Андрій Юрійович (2025—)[6]